# Tassonomia degli Strigiformes
L'ordine degli Strigiformi (Strigiformes Wagler, 1830) comprende 243 specie suddivise in 2 famiglie: Strigidae (223 specie) e Tytonidae (20 specie).

## Famiglia Strigidae
Sottofamiglia Ninoxinae 
- Genere Ninox Hadgson, 1837 (33 spp)

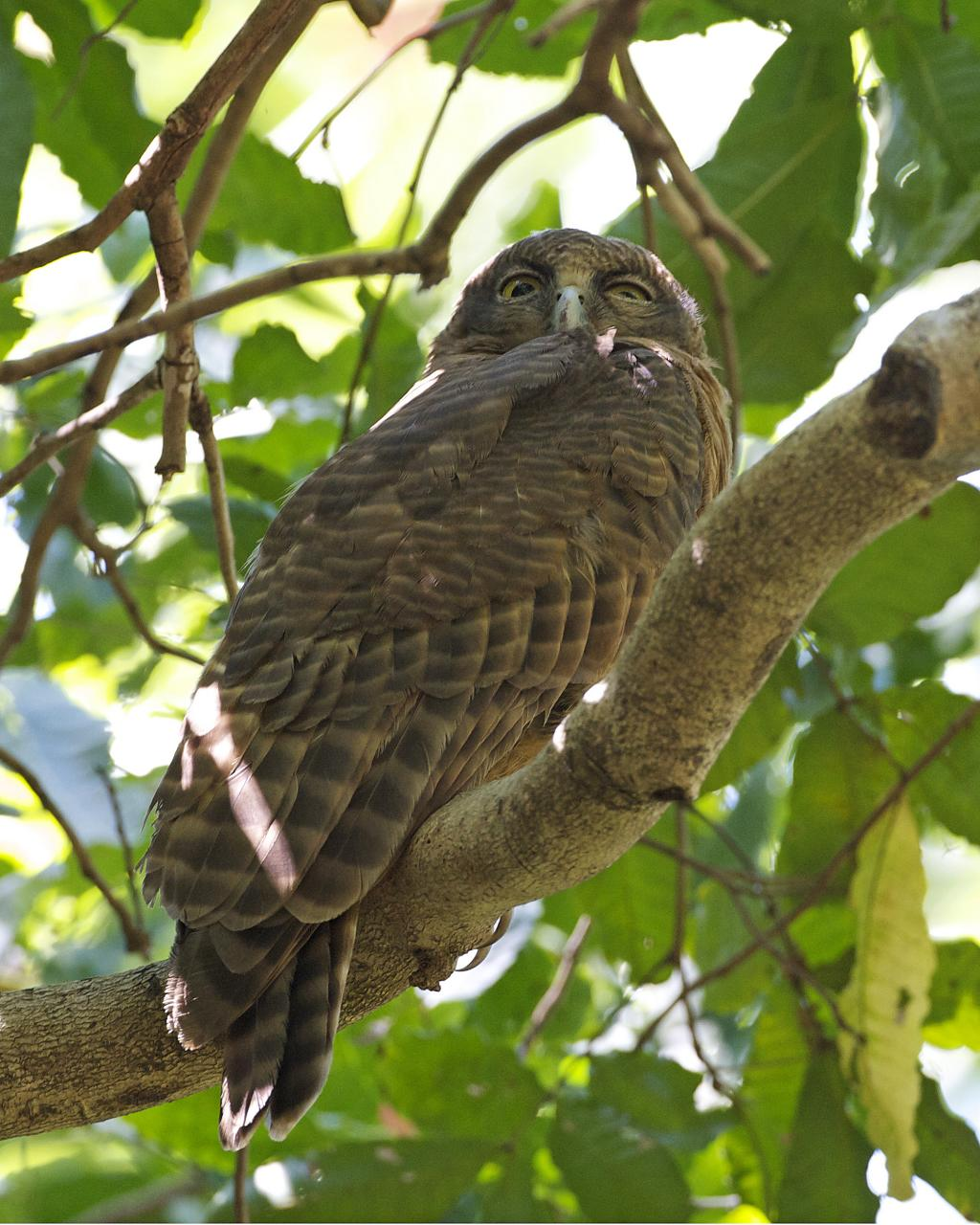
Ninox rufa

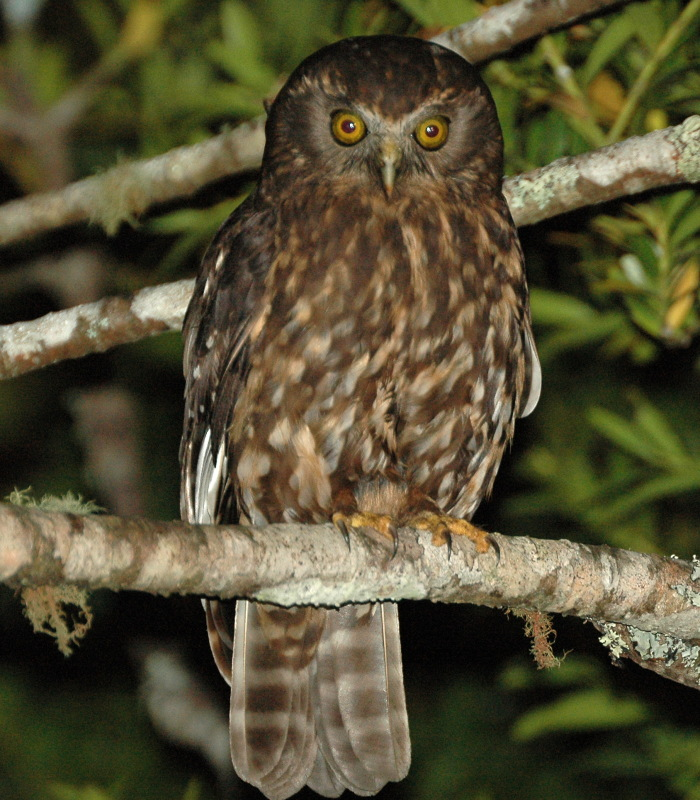
Ninox novaeseelandiae

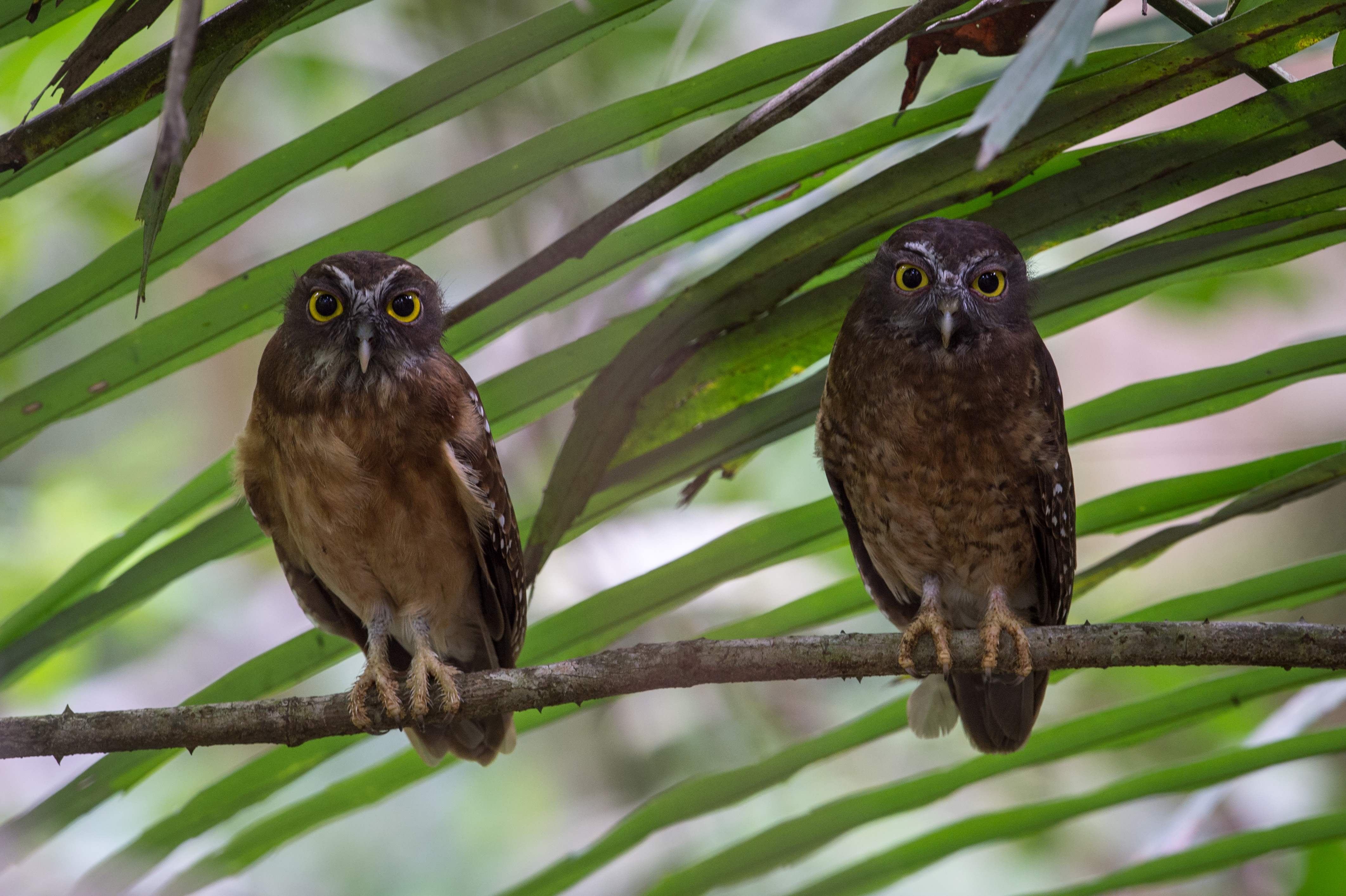
Ninox ochracea

  - Ninox affinis Beavan, 1867 - civetta sparviero delle Andamane
  - Ninox boobook (Latham, 1802) - civetta sparviero meridionale
  - Ninox burhani Indrawan & Somadikarta, 2004 - gufastore delle Togian
  - Ninox connivens (Latham, 1802) - civetta ululante
  - Ninox forbesi P.L.Sclater, 1883 -
  - Ninox hypogramma (G.R.Gray, 1861) -
  - Ninox ios Rasmussen, 1999 - gufastore di Cinnabar
  - Ninox jacquinoti (Bonaparte, 1850) - civetta sparviero di Jacquinot
  - Ninox japonica (Temminck & Schlegel, 1844) - gufastore settentrionale
  - Ninox leventisi Rasmussen et al 2012 -
  - Ninox meeki Rothschild & Hartert, 1914 - civetta sparviero di Meek
  - Ninox mindorensis Ogilvie-Grant, 1896 -
  - Ninox natalis Lister, 1889 - civetta sparviero di Natale
  - Ninox novaeseelandiae (J.F.Gmelin, 1788) - civetta bubuk
  - Ninox obscura Hume, 1872 -
  - Ninox ochracea (Schlegel, 1866) - civetta sparviero ocracea
  - Ninox odiosa P.L.Sclater, 1877 - civetta sparviero della Nuova Britannia
  - Ninox philippensis Bonaparte, 1855 - civetta sparviero delle Filippine
  - Ninox punctulata (Quoy & Gaimard, 1830) - civetta sparviero puntellata
  - Ninox randi Deignan, 1951 - gufastore cioccolato
  - Ninox reyi Oustalet, 1880 -
  - Ninox rudolfi A.B.Meyer, 1882 - civetta del principe Rodolfo
  - Ninox rufa (Gould, 1846) - civetta sparviero rossiccia
  - Ninox rumseyi Rasmussen et al 2012 -
  - Ninox scutulata (Raffles, 1822) - civetta sparviero bruna
  - Ninox spilocephala Tweeddale, 1879 - civetta sparviero di Mindanao
  - Ninox spilonotus Bourns & Worcester, 1894 - civetta sparviero maculata
  - Ninox squamipila (Bonaparte, 1850) - civetta sparviero delle Molucche
  - Ninox strenua (Gould, 1838) - civetta reale australiana
  - Ninox sumbaensis Olsen, Wink, Sauer-Gürth & Trost, 2002 - civetta sparviero di Sumba
  - Ninox superciliaris (Vieillot, 1817) - civetta sparviero del Madagascar
  - Ninox theomacha (Bonaparte, 1855) - civetta sparviero di Bonaparte
  - Ninox variegata (Quoy & Gaimard, 1830) - civetta sparviero delle Bismarck
- Genere Sceloglaux  (1 sp.)
  - Sceloglaux albifacies (G.R.Gray, 1845) - gufo facciabianca  †
- Genere Uroglaux (1 sp.)
  - Uroglaux dimorpha (Salvadori, 1874) - civetta sparviero della Nuova Guinea

 Sottofamiglia Surniinae 
- Genere Aegolius Kaup 1829 (5 spp.)
  - Aegolius acadicus (Gmelin, JF, 1788) - civetta acadica
  - Aegolius funereus (Linnaeus, 1758) - civetta capogrosso

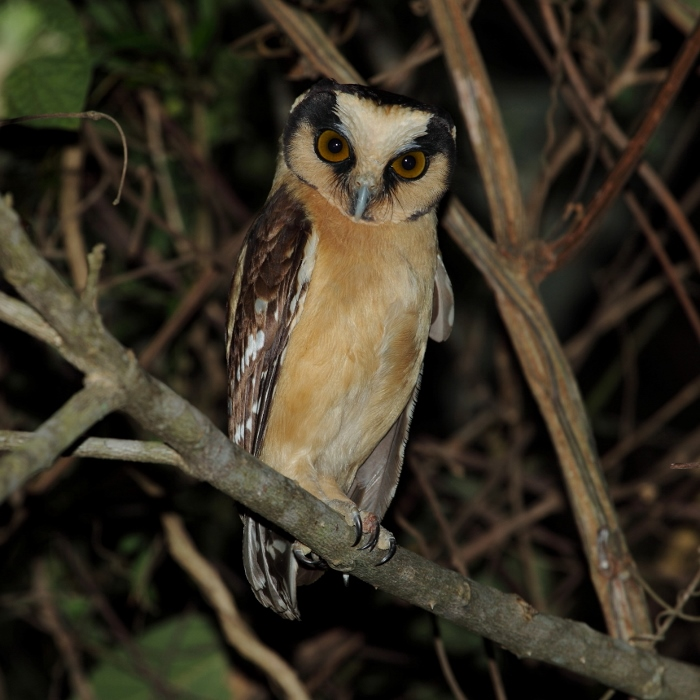
Aegolius harrisii

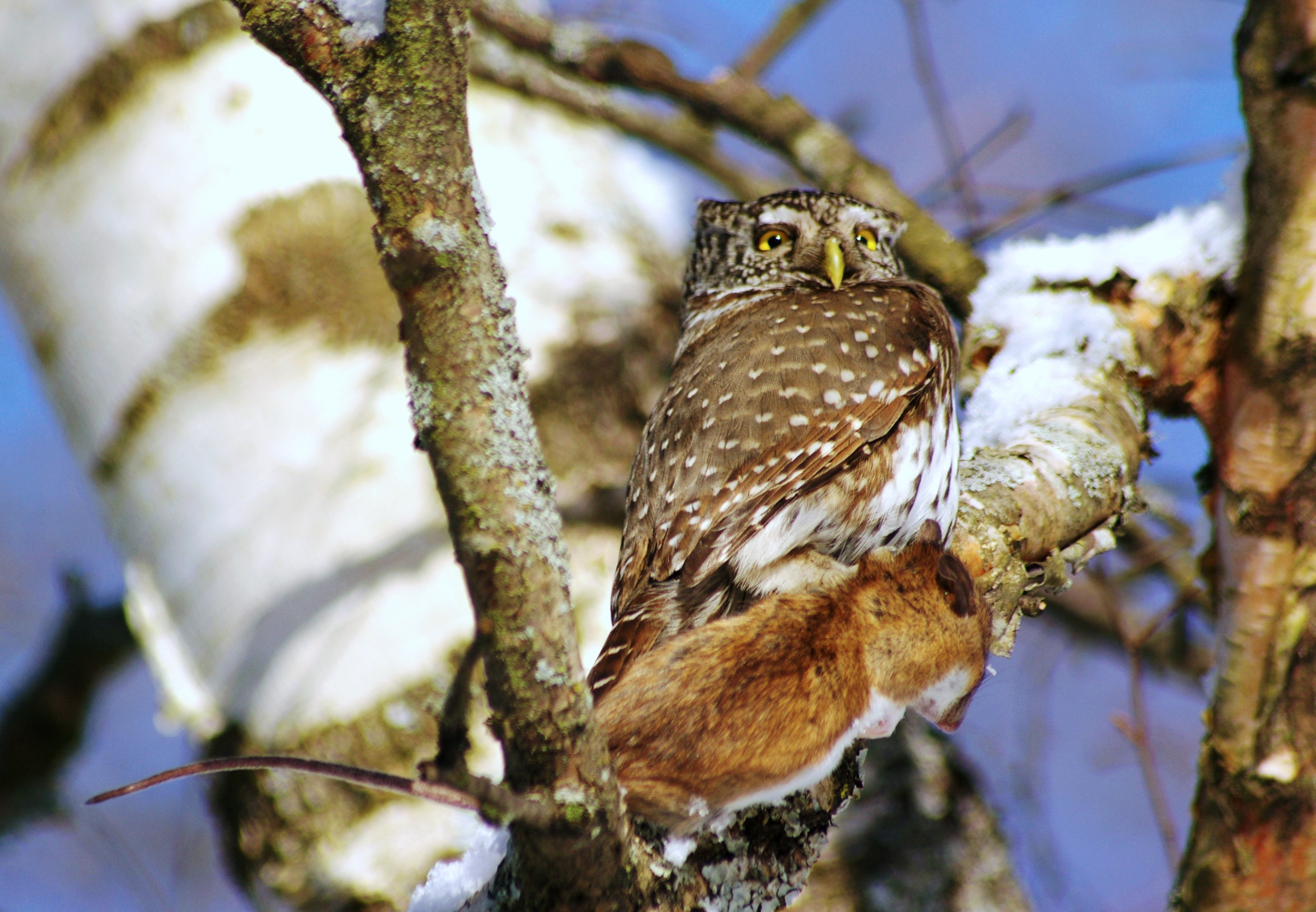
Glaucidium passerinum

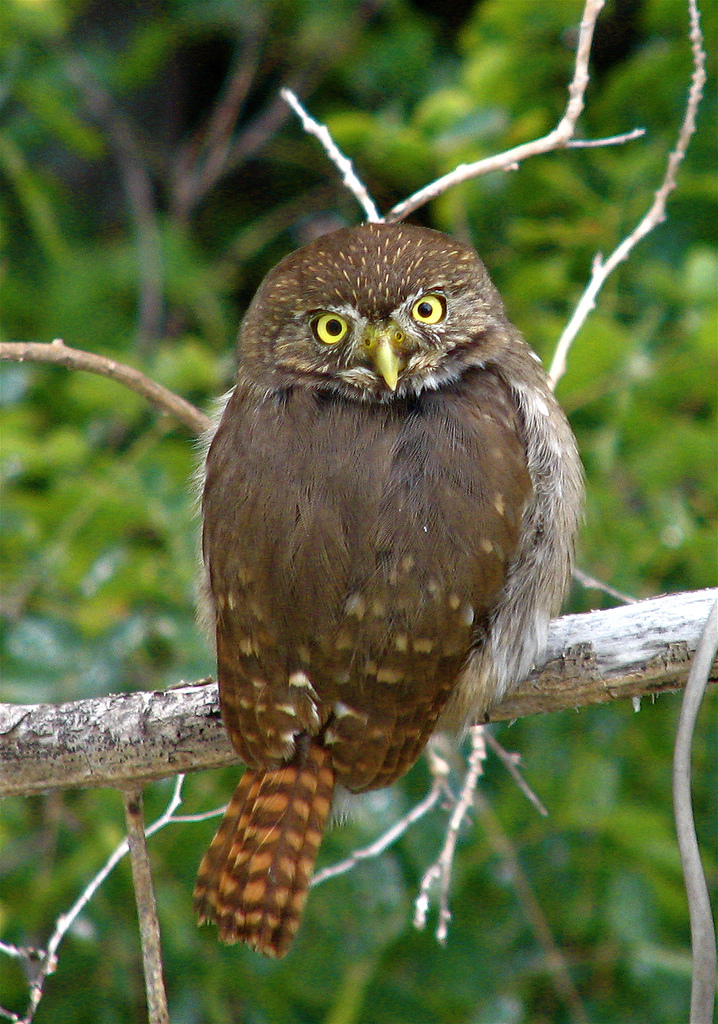
Glaucidium brasilianum

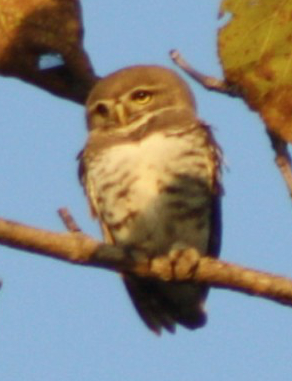
Heteroglaux blewitti

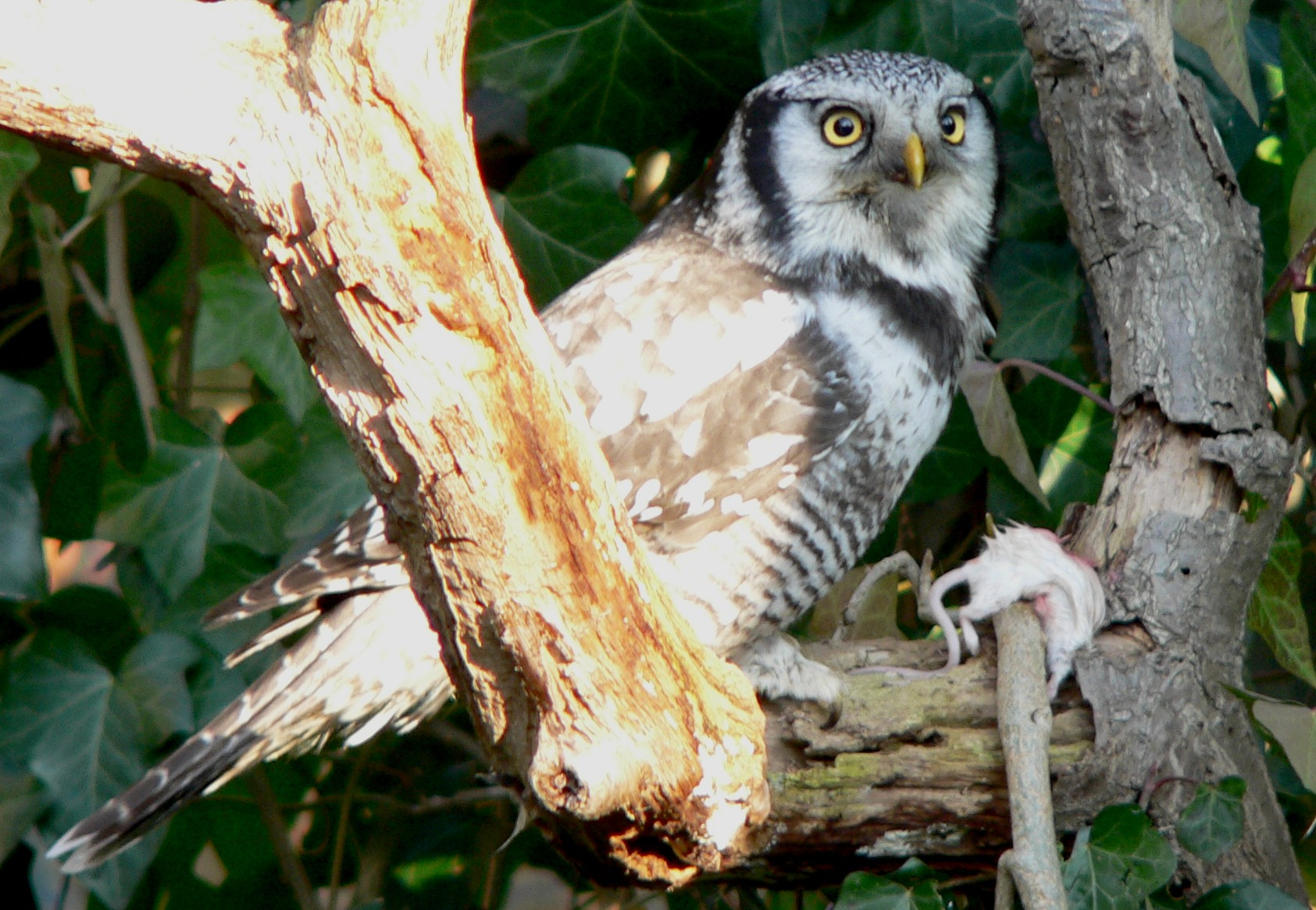
Surnia ulula

  - Aegolius gradyi Olson 2012 - civetta delle Bermude †
  - Aegolius harrisii (Cassin, 1849) - civetta di Harris
  - Aegolius ridgwayi (Alfaro, 1905) - civetta di Ridgway
- Genere Athene  (3 spp.)
  - Athene brama (Temminck, 1821) - civetta maculata
  - Athene cunicularia (Molina, 1782) - civetta delle tane
  - Athene noctua (Scopoli, 1769) - civetta comune
- Genere Glaucidium  (30 spp.)
  - Glaucidium albertinum Prigogine, 1983 - civetta nana di Prigogine
  - Glaucidium bolivianum König, C, 1991 - civetta nana della giungla
  - Glaucidium brasilianum (J.F.Gmelin, 1788) - civetta nana rossiccia
  - Glaucidium brodiei (Burton, 1836) - civetta nana del collare
  - Glaucidium californicum P.L.Sclater, 1857 - civetta nana della California
  - Glaucidium capense (A.Smith, 1834) - civetta nana del Capo
  - Glaucidium castanonotum (Blyth, 1850) - civetta nana di Sri Lanka
  - Glaucidium castanopterum (Horsfield, 1821) - civetta nana ali castane
  - Glaucidium cobanense Sharpe, 1875 - civetta nana del Guatemala
  - Glaucidium costaricanum L.Kelso, 1937 - civetta nana della Costa Rica
  - Glaucidium cuculoides (Vigors, 1830) - civetta nana cuculo
  - Glaucidium gnoma Wagler, 1832 - civetta nana del Nordamerica
  - Glaucidium griseiceps Sharpe, 1875 - civetta nana a testa grigia
  - Glaucidium hardyi Vielliard, 1989 - civetta nana d'Amazzonia
  - Glaucidium hoskinsii Brewster, 1888 -
  - Glaucidium jardinii (Bonaparte, 1855) - civetta nana delle Ande
  - Glaucidium minutissimum (Wied-Neuwied, 1830) - civetta pigmea
  - Glaucidium mooreorum Silva, Coelho & Gonzaga, 2003 - civetta nana pernambucana
  - Glaucidium nana (King, 1827) - civetta nana australe
  - Glaucidium nubicola Robbins & Stiles, 1999 - civetta nana delle foreste nebbiose
  - Glaucidium palmarum Nelson, 1901 - civetta nana di Colima
  - Glaucidium parkeri Robbins & Howell, SNG, 1995 - civetta nana di Parker
  - Glaucidium passerinum (Linnaeus 1758) - civetta nana
  - Glaucidium perlatum (Vieillot, 1817) - civetta nana perlata
  - Glaucidium peruanum C.König, 1991 - civetta nana del Perù
  - Glaucidium radiatum (Tickell, 1833) - civetta nana della giungla
  - Glaucidium sanchezi Lowery & Newman, RJ, 1949 - civetta nana di Tamaulipas
  - Glaucidium siju (d'Orbigny, 1839) - civetta nana di Cuba
  - Glaucidium sjostedti Reichenow, 1893 - civetta nana a dorso castano.
  - Glaucidium tephronotum Sharpe, 1875 - civetta nana a petto rossiccio
- Genere Heteroglaux Hume, 1873 (1 sp.)
  - Heteroglaux blewitti Hume, 1873 - civetta di Blewitt
- Genere Micrathene Coues, 1866 (1 sp.)
  - Micrathene whitneyi (J.G.Cooper, 1861) - elfo dei cactus
- Genere Surnia Duméril, 1806 (1 sp.)
  - Surnia ulula (Linnaeus, 1758) - ulula
- Genere Xenoglaux  (1 sp.)
  - Xenoglaux loweryi  - civetta di Lowery

 Sottofamiglia Striginae 
- Tribù Otini
  - Genere Mascarenotus †  (3 spp.)

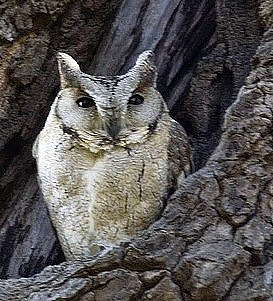
Otus bakkamoena

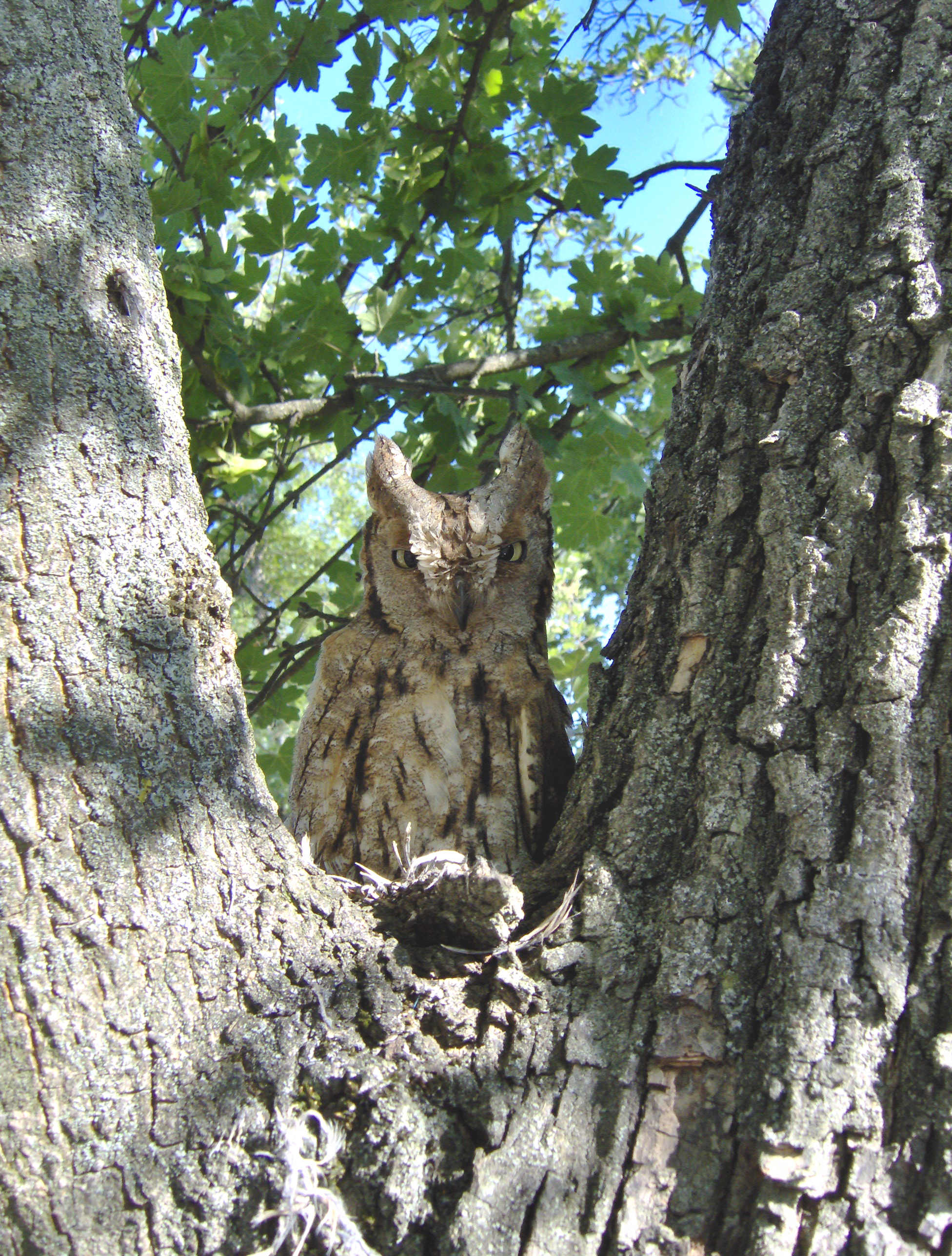
Otus scops

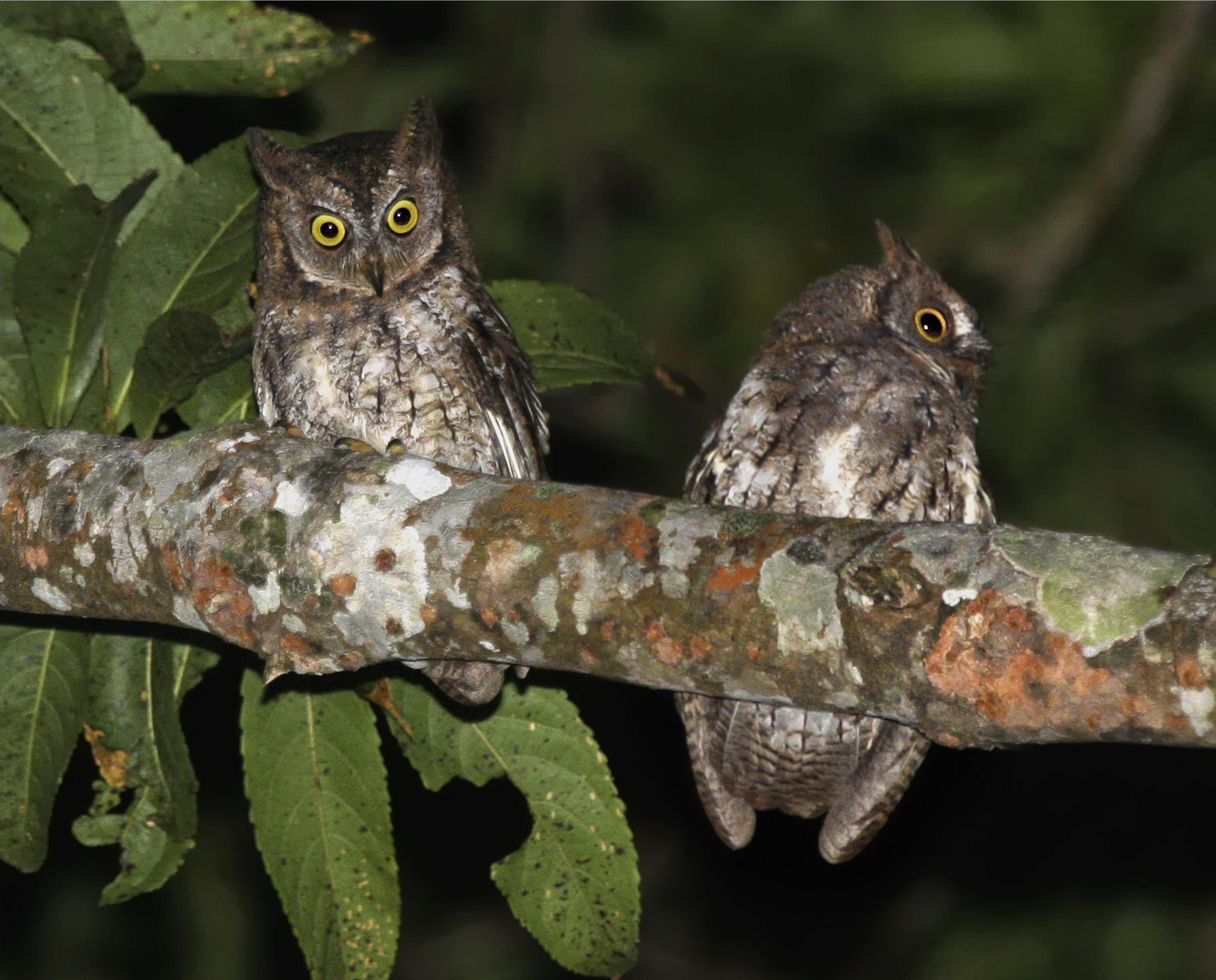
Otus jolandae

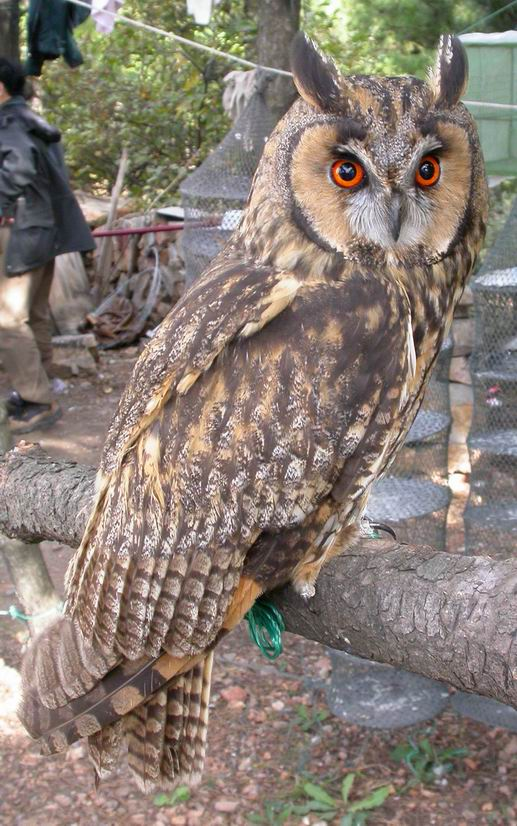
Asio otus

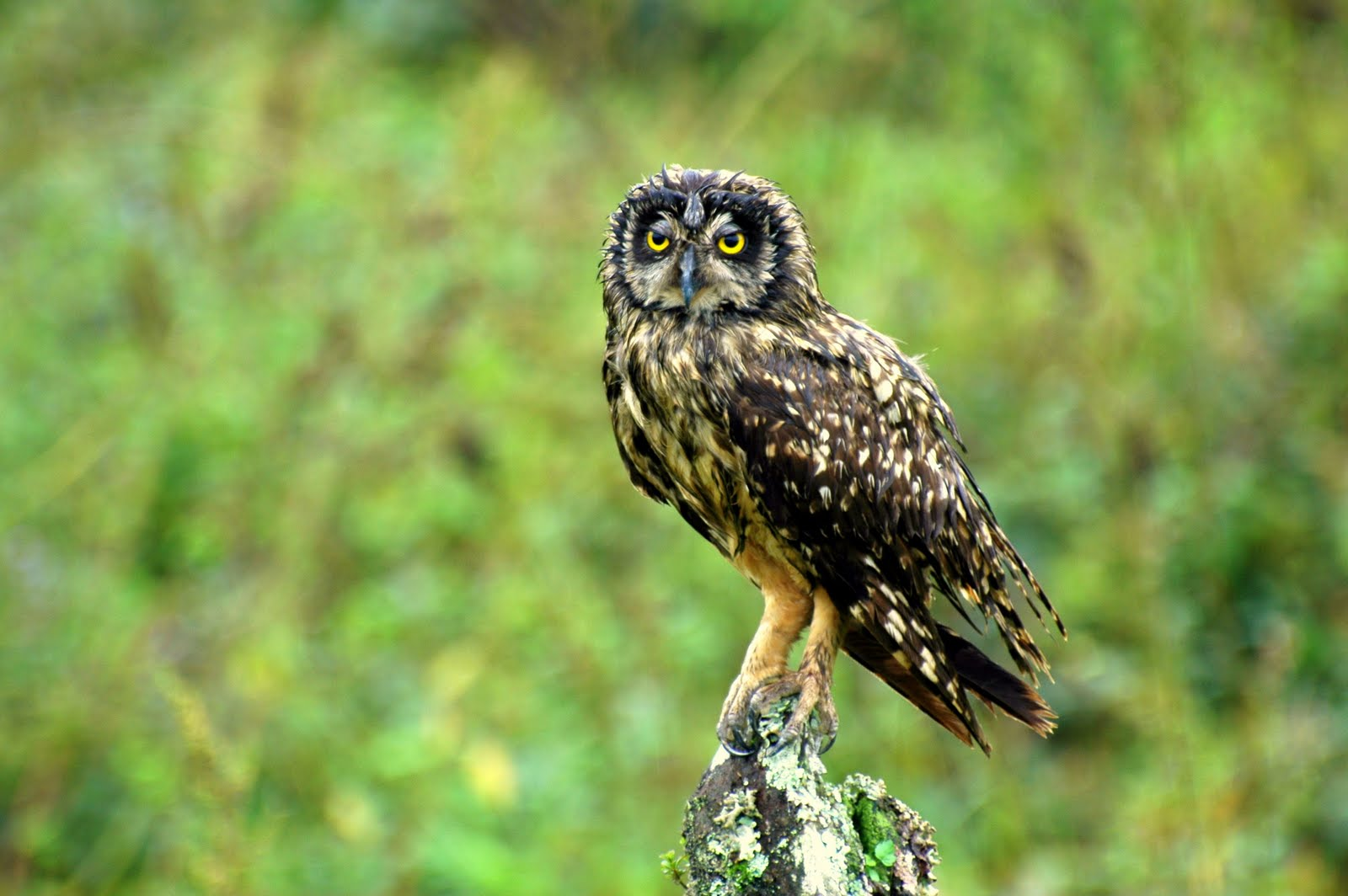
Asio flammeus

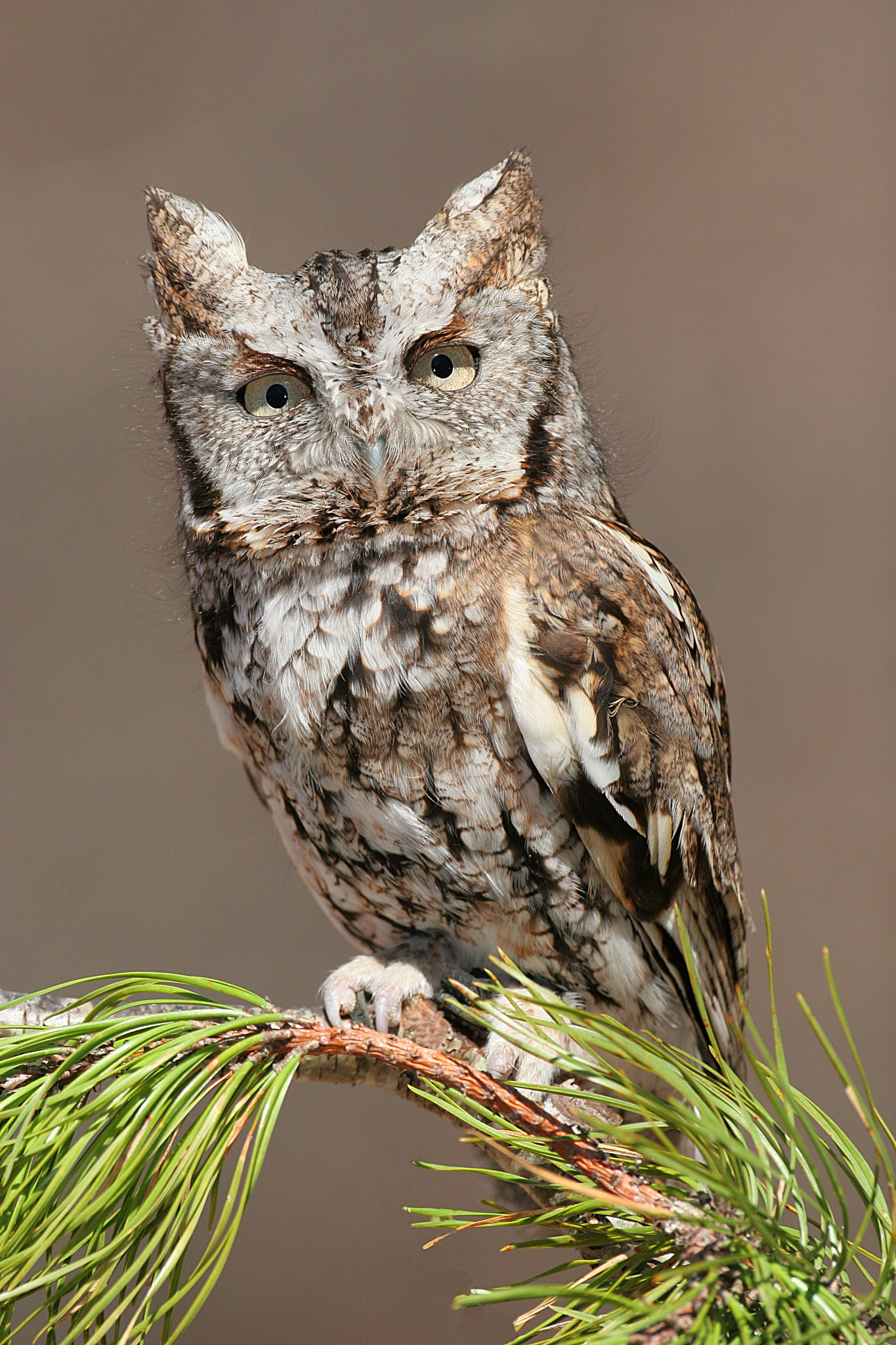
Megascops asio

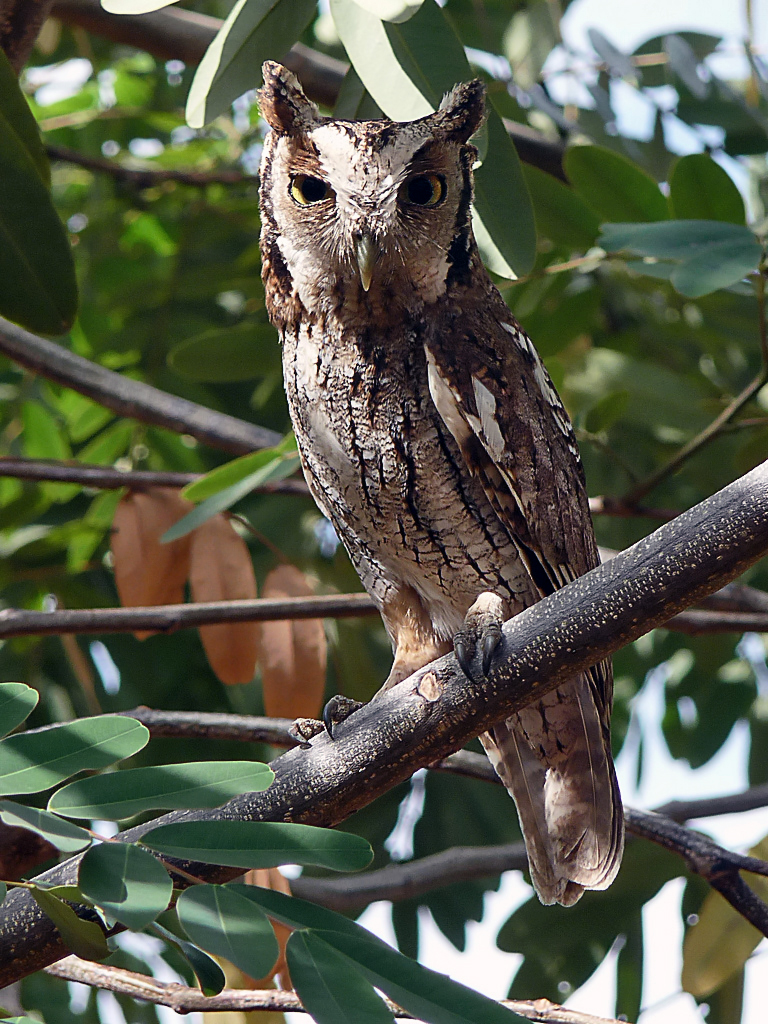
Megascops choliba

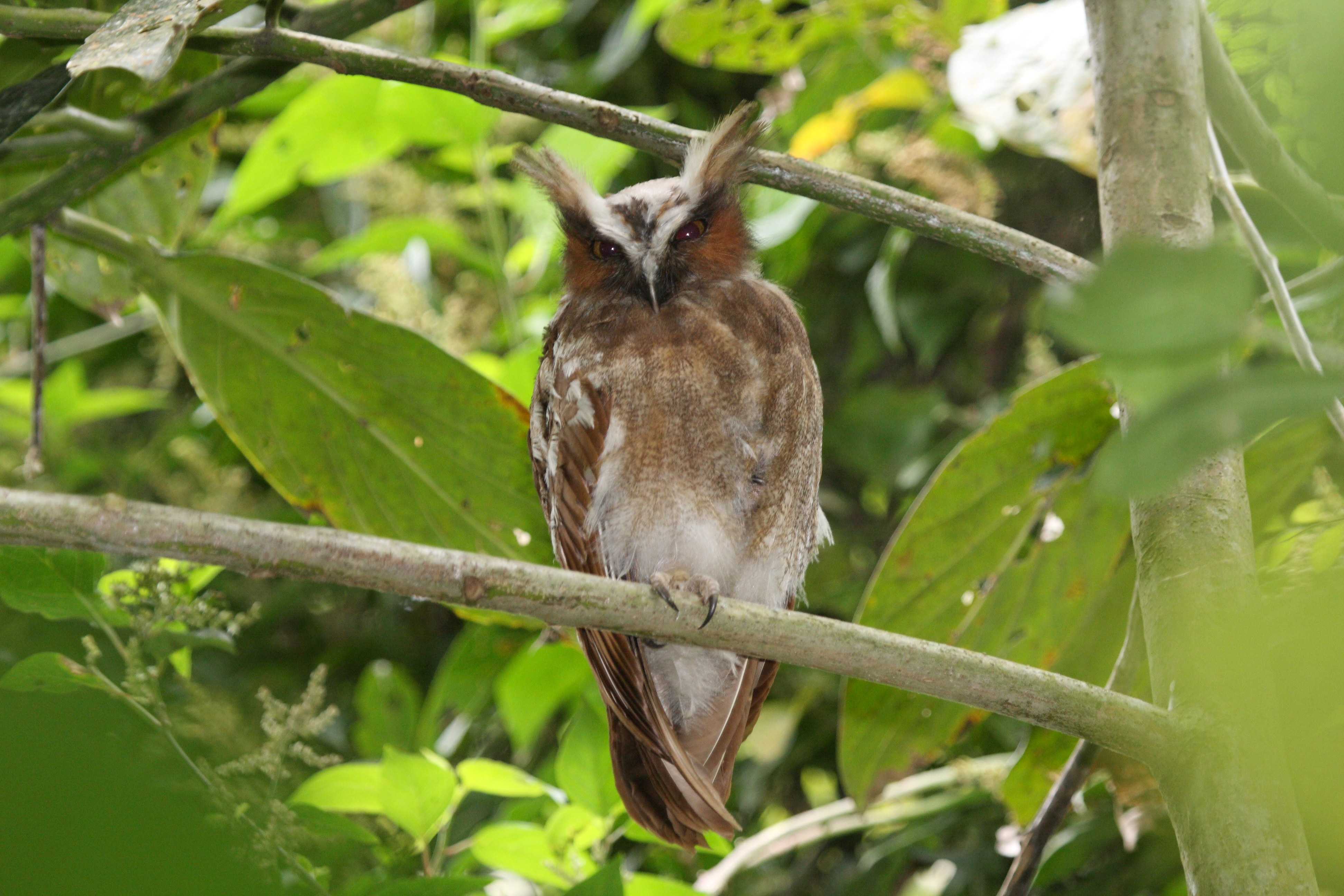
Lophostrix cristata

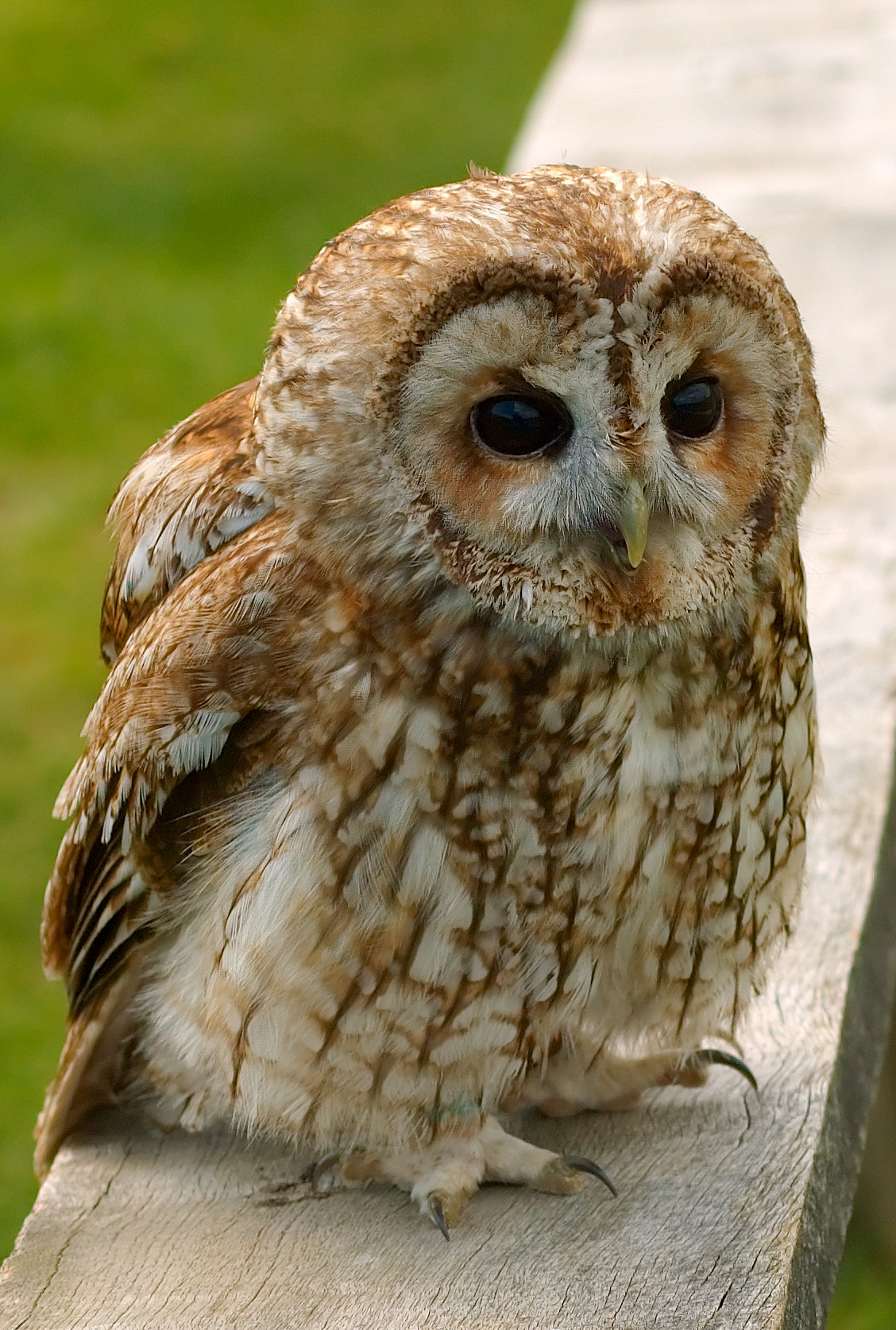
Strix aluco

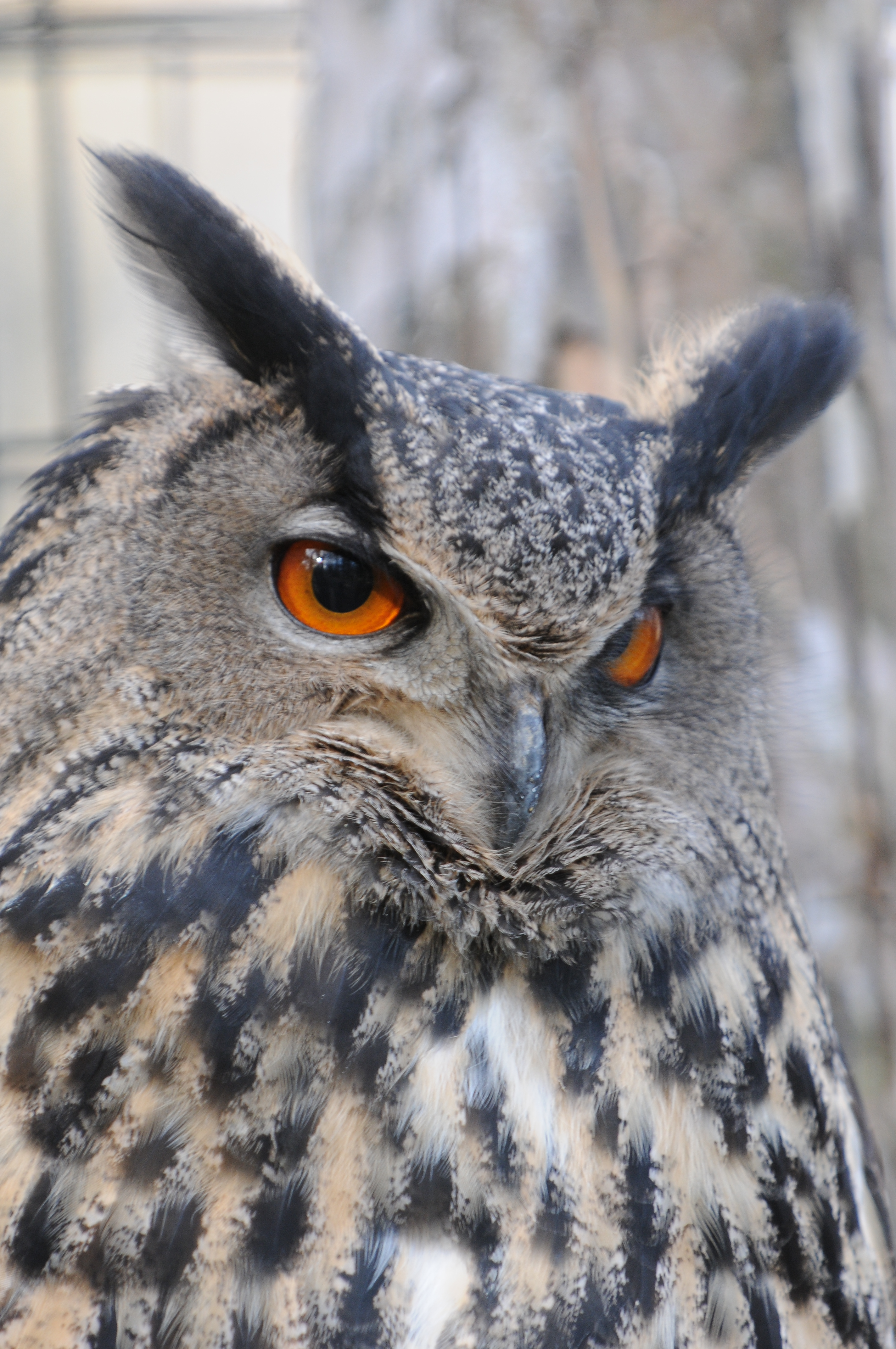
Bubo bubo

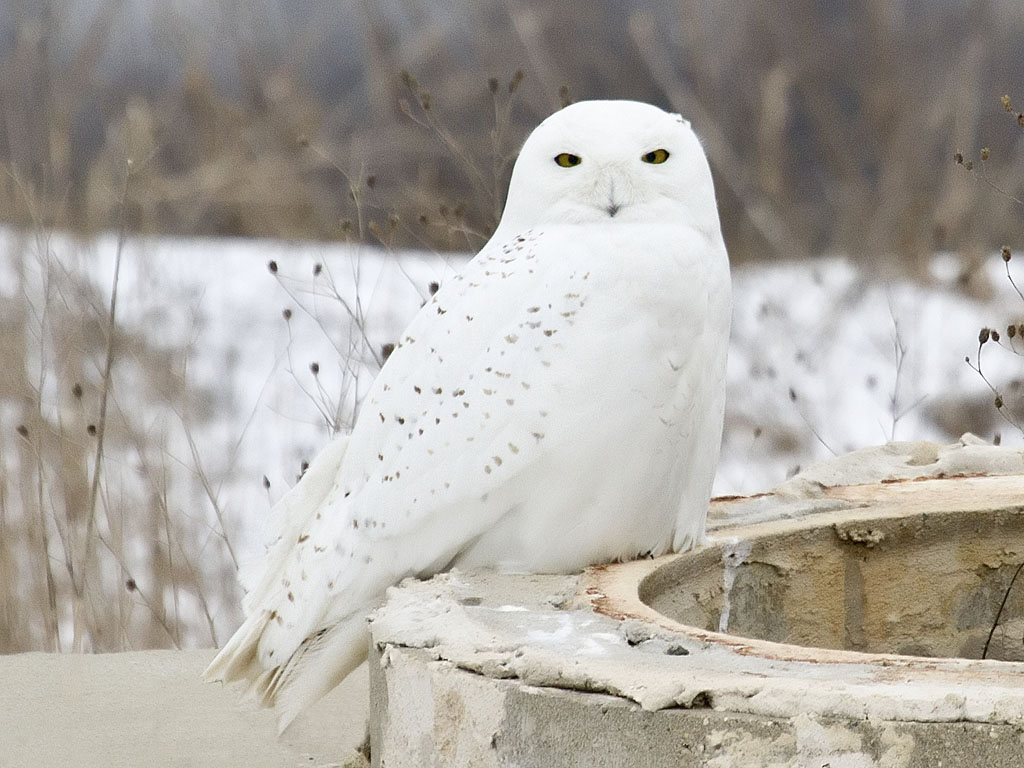
Bubo scandiacus

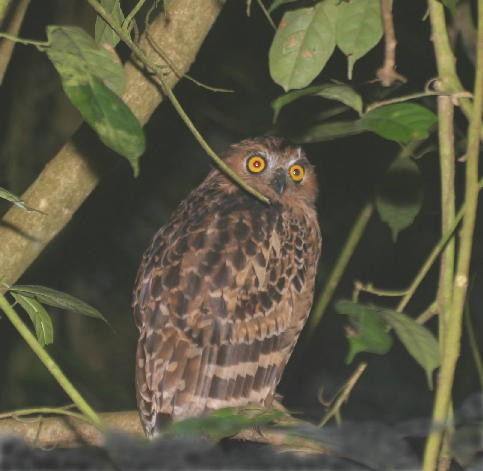
Ketupa ketupu

    - Mascarenotus grucheti Mourer-Chauviré, Bour, Moutou & Ribes, 1994 - gufo di Reunion
    - Mascarenotus murivorus (Milne-Edwards, A, 1874) - gufo di Rodrigues
    - Mascarenotus sauzieri (Newton, A & Gadow, 1893) - gufo di Mauritius

  - Genere Otus  (52 specie)
    - Otus alfredi (Hartert, 1897)
    - Otus alius Rasmussen, 1998
    - Otus angelinae (Finsch, 1912)
    - Otus bakkamoena Pennant, 1769
    - Otus balli (Hume, 1873)
    - Otus beccarii (Salvadori, 1876)
    - Otus brookii (Sharpe, 1892)
    - Otus brucei (Hume, 1872)
    - Otus capnodes (Gurney, 1889)
    - Otus cyprius (Madarász, 1901) - assiolo di Cipro
    - Otus collari Lambert & Rasmussen, 1998
    - Otus elegans (Cassin, 1852)
    - Otus enganensis Riley, 1927
    - Otus everetti (Tweeddale, 1879)
    - Otus fuliginosus (Sharpe, 1888)
    - Otus gurneyi (Tweeddale, 1879) - gufo reale di Mindanao o assiolo gigante di Gurney
    - Otus hartlaubi (Giebel, 1872)
    - Otus icterorhynchus (Shelley, 1873)
    - Otus ireneae Ripley, 1966
    - Otus insularis (Tristram, 1880)
    - Otus jolandae Sangster, King, Verbelen & Trainor, 2013
    - Otus lettia (Hodgson, 1836)
    - Otus lempiji (Horsfield, 1821)
    - Otus longicornis (Ogilvie-Grant, 1894)
    - Otus madagascariensis (Grandidier, A, 1867) - assiolo torotoroka
    - Otus magicus (Müller, S, 1841)
    - Otus manadensis (Quoy & Gaimard, 1832)
    - Otus mantananensis (Sharpe, 1892)
    - Otus mayottensis Benson, 1960
    - Otus megalotis (Walden, 1875)
    - Otus mentawi Chasen & Kloss, 1926
    - Otus mindorensis (Whitehead, J, 1899)
    - Otus mirus Ripley & Rabor, 1968
    - Otus moheliensis Lafontaine & Moulaert, 1998
    - Otus nigrorum Rand, 1950
    - Otus pamelae Bates 1937
    - Otus pauliani Benson, 1960
    - Otus pembaensis Pakenham, 1937
    - Otus rufescens (Horsfield, 1821) - assiolo rossiccio asiatico
    - Otus rutilus (Pucheran, 1849)
    - Otus sagittatus (Cassin, 1849) - assiolo frontebianca
    - Otus scops (Linnaeus, 1758) - assiolo
    - Otus semitorques Temminck & Schlegel, 1844
    - Otus senegalensis (Swainson, 1837)
    - Otus siaoensis (Schlegel, 1873)
    - Otus silvicola (Wallace, 1864)
    - Otus socotranus (Ogilvie-Grant & Forbes, HO, 1899)
    - Otus spilocephalus (Blyth, 1846)
    - Otus sulaensis (Hartert, 1898)
    - Otus sunia (Hodgson, 1836)
    - Otus thilohoffmanni Warakagoda & Rasmussen, 2004 - assiolo dello Sri Lanka
    - Otus umbra (Richmond, 1903)

  - Genere Pyrroglaux  (1 sp.)
    - Pyrroglaux podargina  - assiolo di Palau
- Tribù Asionini
  - Genere Asio Brisson, 1760 (6 spp.)
    - Asio abyssinicus (Guérin-Méneville, 1843) - gufo dell'Abissinia
    - Asio capensis (A.Smith, 1834) - gufo di palude africano
    - Asio flammeus (Pontoppidan, 1763) - gufo di palude
    - Asio madagascariensis (A.Smith, 1834) - gufo del Madagascar
    - Asio otus (Linnaeus, 1758) - gufo comune
    - Asio stygius (Wagler, 1832) - gufo dello Stige

  - Genere Nesasio J.L.Peters, 1937 (1 sp.)
    - Nesasio solomonensis (Hartert, 1901) - gufo delle isole Salomone

  - Genere Pseudoscops Kaup, 1848 (2 spp.)
    - Pseudoscops clamator (Vieillot, 1808) - gufo striato
    - Pseudoscops grammicus (Gosse, 1847) - gufo della Giamaica

  - Genere Ptilopsis Kaup, 1848 (2 spp.)
    - Ptilopsis granti (Kollibay, 1910) - assiolo facciabianca meridionale
    - Ptilopsis leucotis (Temminck, 1820) - assiolo facciabianca settentrionale
- Tribù Megascopini
  - Genere Margarobyas Olson & Suárez, 2008 (1 sp.)
    - Margarobyas lawrencii (P.L.Sclater & Salvin, 1868) - assiolo di Cuba

  - Genere Megascops  (25 spp.)
    - Megascops albogularis (Cassin, 1849) -
    - Megascops asio (Linnaeus, 1758) - assiolo americano orientale
    - Megascops atricapilla (Temminck, 1822) -
    - Megascops barbarus (Sclater, PL & Salvin, 1868) -
    - Megascops kennicottii (Elliot, 1867) - assiolo americano occidentale
    - Megascops seductus (Moore, RT, 1941) - assiolo di Balsas
    - Megascops centralis (Hekstra, 1982) -
    - Megascops choliba (Vieillot, 1817) -
    - Megascops clarkii (Kelso, L & Kelso, EH, 1935) -
    - Megascops colombianus (Traylor, 1952) -
    - Megascops cooperi (Ridgway, 1878) -
    - Megascops guatemalae (Sharpe, 1875) -
    - Megascops hoyi (König, C & Straneck, 1989) -
    - Megascops ingens (Salvin, 1897) -
    - Megascops koepckeae (Hekstra, 1982) -
    - Megascops marshalli (Weske & Terborgh, 1981) -
    - Megascops napensis (Chapman, 1928) -
    - Megascops nudipes (Daudin, 1800) -
    - Megascops petersoni (Fitzpatrick & O'Neill, 1986) -
    - Megascops roboratus (Bangs & Noble, 1918) -
    - Megascops roraimae (Salvin, 1897) -
    - Megascops sanctaecatarinae (Salvin, 1897) -
    - Megascops trichopsis (Wagler, 1832) -
    - Megascops vermiculatus Ridgway, 1887 -
    - Megascops watsonii (Cassin, 1849) -

  - Genere Psiloscops Coues, 1899 (1 sp.)
    - Psiloscops flammeolus  - assiolo fiammato
- Tribù Pulsatricini
  - Genere Lophostrix  (1 sp.)
    - Lophostrix cristata (Daudin, 1800) - gufo crestato

  - Genere Pulsatrix  (3 spp.)
    - Pulsatrix koeniswaldiana (Bertoni, M & Bertoni, W, 1901) - gufo dai sopraccigli fulvi
    - Pulsatrix melanota (Tschudi, 1844) - gufo ventrefasciato
    - Pulsatrix perspicillata (Latham, 1790) - gufo dagli occhiali
- Tribù Strigini
  - Genere Jubula  (1 sp.)
    - Jubula lettii (Büttikofer, 1889) - gufo dalla criniera

  - Genere Strix  (22 spp.)
    - Strix albitarsis (Bonaparte, 1850) -
    - Strix aluco Linnaeus, 1758 - allocco comune
    - Strix butleri (Hume, 1878) - allocco del Butler o allocco di Hume
    - Strix chacoensis Cherrie & Reichenberger, 1921
    - Strix davidi (Sharpe, 1875) - allocco di Sze-Chuan
    - Strix fulvescens (P.L.Sclater & Salvin, 1868) - allocco fulvo
    - Strix hadorami Kirwan, Schweizer & Copete, 2015
    - Strix huhula Daudin, 1800 - civetta fasciata nera
    - Strix hylophila Temminck, 1825 - allocco rossiccio barrato
    - Strix leptogrammica Temminck, 1832 - allocco bruno
    - Strix nebulosa J.R.Forster, 1772 - allocco di Lapponia
    - Strix nigrolineata (P.L.Sclater, 1859) -
    - Strix nivicolum (Blyth, 1845) -
    - Strix occidentalis (Xántus de Vésey, 1860) - allocco maculato americano
    - Strix ocellata (Lesson, 1839) - allocco marezzato
    - Strix rufipes King, 1828 - allocco zamperosse
    - Strix sartorii (Ridgway, 1874) -
    - Strix seloputo Horsfield, 1821 - allocco maculato asiatico
    - Strix uralensis Pallas, 1771 - allocco degli Urali
    - Strix varia Barton, 1799 - allocco barrato
    - Strix virgata (Cassin, 1849) - civetta marezzata
    - Strix woodfordii (A.Smith, 1834) - allocco africano
- Tribù Bubonini
  - Genere Bubo  (19 spp.)
    - Bubo africanus (Temminck, 1821) - gufo africano
    - Bubo ascalaphus Savigny, 1809 - gufo reale del deserto
    - Bubo bengalensis (Franklin, 1831) - gufo reale indiano
    - Bubo blakistoni Seebohm, 1884 - gufo pescatore di Blakiston
    - Bubo bubo (Linnaeus, 1758) - gufo reale
    - Bubo capensis A.Smith, 1834 - gufo reale del Capo
    - Bubo cinerascens Guérin-Méneville, 1843 - gufo reale cenerino
    - Bubo coromandus (Latham, 1790) - gufo reale bruno
    - Bubo lacteus (Temminck, 1820) - gufo latteo
    - Bubo leucostictus Hartlaub, 1855 - gufo reale di Akun
    - Bubo magellanicus (Lesson, 1828) - gufo di Magellano
    - Bubo nipalensis Hodgson, 1836 - gufo reale delle foreste
    - Bubo philippensis Kaup, 1851 - gufo delle Filippine
    - Bubo poensis Fraser, 1854 - gufo reale di Fraser
    - Bubo scandiacus (Linnaeus, 1758) - civetta delle nevi
    - Bubo shelleyi (Sharpe & Ussher, 1872) - gufo reale di Shelley
    - Bubo sumatranus (Raffles, 1822) - gufo reale della Malesia
    - Bubo virginianus (J.F.Gmelin, 1788) - gufo della Virginia
    - Bubo vosseleri Reichenow, 1908 - gufo reale di Usambara

  - Genere Ketupa  (3 spp.)
    - Ketupa flavipes (Hodgson|1836)- gufo pescatore fulvo
    - Ketupa ketupu (Horsfield|1821) - gufo pescatore della Malesia
    - Ketupa zeylonensis (Gmelin|1788) - gufo pescatore bruno

  - Genere Scotopelia  (3 spp.)
    - Scotopelia bouvieri Sharpe|1875 - civetta pescatrice vermiculata
    - Scotopelia peli Bonaparte|1850 - civetta pescatrice di Pel
    - Scotopelia ussheri Sharpe|1871 - civetta pescatrice rossiccia

## Famiglia Tytonidae
- Genere Tyto Billberg, 1828

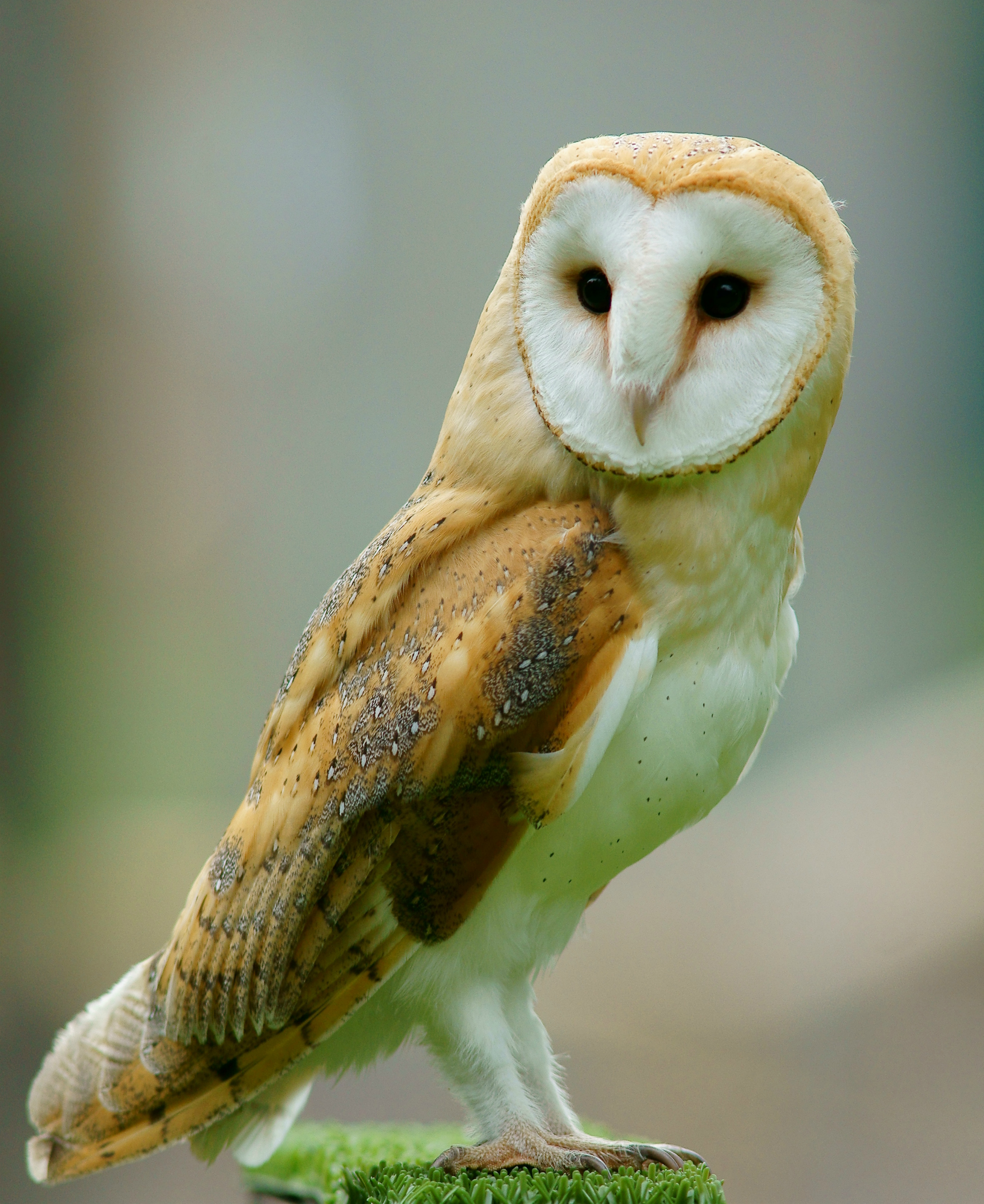
Tyto alba

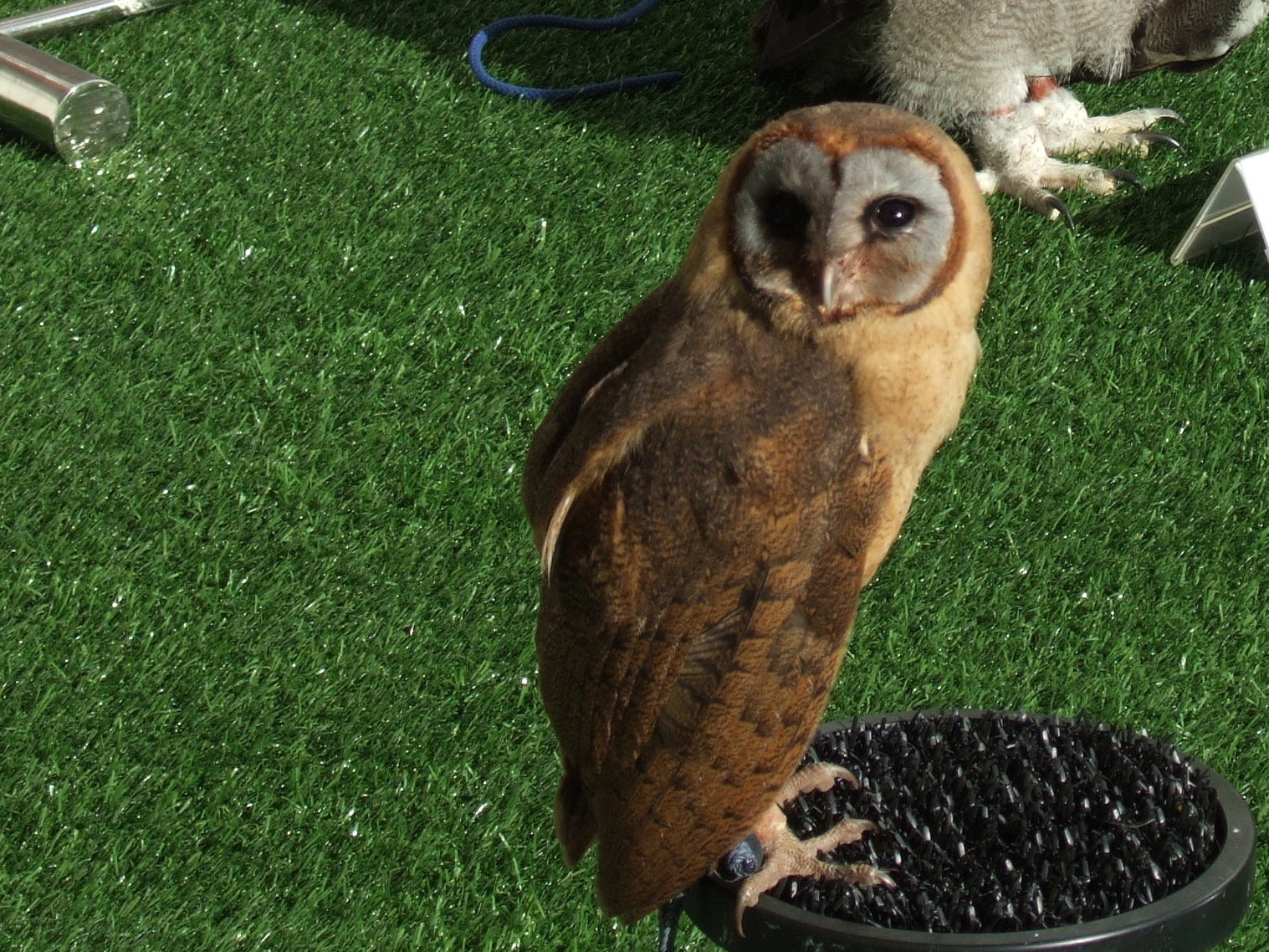
Tyto glaucops

  - Tyto tenebricosa (Gould, 1845) - barbagianni fuligginoso
  - Tyto multipunctata Mathews, 1912 -
  - Tyto inexspectata (Schlegel, 1879) - barbagianni di Minahassa
  - Tyto nigrobrunnea Neumann, 1939 - barbagianni di Sula
  - Tyto sororcula (Sclater, 1883) - barbagianni minore
  - Tyto manusi Rothschild & Hartert, 1914 - barbagianni di Manus
  - Tyto aurantia (Salvadori, 1881) - barbagianni della Nuova Britannia
  - Tyto novaehollandiae (Stephens, 1826) - barbagianni australiano
  - Tyto rosenbergii (Schlegel, 1866) - barbagianni di Rosenberg
  - Tyto soumagnei (A.Grandidier, 1878) - barbagianni del Madagascar
  - Tyto alba (Scopoli, 1769) - barbagianni comune
  - Tyto furcata (Temminck, 1827) - barbagianni americano
  - Tyto javanica (J.F.Gmelin, 1788) - barbagianni australiano
  - Tyto deroepstorffi (Hume, 1875) - barbagianni delle Andamane
  - Tyto glaucops (Kaup, 1852) - barbagianni facciagrigia
  - Tyto capensis (A.Smith, 1834) - barbagianni delle erbe africano
  - Tyto longimembris (Jerdon, 1839) - barbagianni erbe orientale

- Genere Phodilus I.Geoffroy Saint-Hilaire, 1830
  - Phodilus badius  (Horsfield, 1821) - barbagianni baio
  - Phodilus prigoginei Schouteden, 1952 - barbagianni baio del Congo
  - Phodilus assimilis Hume, 1877 - barbagianni di Ceylon